# Język hebrajski
Język hebrajski (hebr. ‏עִבְרִית‎, trb. ‏ˤiwrit‎) – język z grupy kananejskiej języków semickich północno-zachodnich, należących do afroazjatyckiej rodziny językowej, zapisywany przeważnie alfabetem hebrajskim. Jako główny język judaizmu jest nierozerwalnie związany z historią Żydów i współcześnie – z Państwem Izrael.
W swojej historii trwającej ponad trzy tysiące lat język hebrajski przeszedł znaczne zmiany na różnych płaszczyznach systemu językowego. Przez okres około 1800 lat, od upadku powstania Bar Kochby do narodzin współczesnego ruchu syjonistycznego, był on językiem liturgii i językiem literackim, nie pełnił jednak roli języka powszechnego.
Opisane poniżej etapy rozwoju języka hebrajskiego mogą być traktowane jako osobne języki, które, pomimo znaczących podobieństw, nie są w pełni zrozumiałe dla władających współczesnym hebrajskim bez specjalnego przygotowania.

## Historia języka hebrajskiego
W klasycznej pracy lingwistycznej Eduard Yechezkel Kutscher  proponuje podział języka hebrajskiego wedle etapów jego rozwoju na:
- biblijny hebrajski,
- misznaicki hebrajski,
- średniowieczny hebrajski,
- współczesny hebrajski izraelski.

### Powstanie

Miejsce j. hebrajskiego na schemacie historii rozwoju pisma alfabetycznego na obszarze Bliskiego Wschodu w okresie od 1800 r. p.n.e. do 700 r. n.e., który pojawia się ok. 900 r. p.n.e.

Kutscher podaje, że najprawdopodobniej Izraelici wraz z przybyciem na tereny Kanaanu w połowie drugiego tysiąclecia p.n.e. przynieśli ze sobą jedną z odmian języka semickiego. Język ten z czasem uległ zmieszaniu z różnymi językami miejscowymi, przede wszystkim z kananejskim, będącym północnym językiem semickim, o którym wiemy ze źródeł epigraficznych, że był bardzo podobny do wczesnego języka Izraelitów. Na hebrajski miały również wpływ języki nienależące do grupy semickiej – dwie odmiany języków hetyckich oraz język filistyński i hurycki, a także języki podobne do hebrajskiego, o których wiadomo niewiele ze względu na prawie całkowity brak źródeł – amonicki, moabicki i edomicki. Wszystkie te języki najprawdopodobniej odcisnęły swoje piętno na najstarszej formie języka hebrajskiego i zaważyły na jego dalszym rozwoju.
Joseph Naveh w książce poświęconej najwcześniejszej historii alfabetu stwierdza, że Izraelici i Aramejczycy, którzy osiedlili się na terenie Kanaanu, przyjęli wiele elementów kulturowych od Fenicjan i Kananejczyków, w tym fenicki system pisma, który reprezentował międzynarodową kulturę wysokiego prestiżu o szerokim zasięgu geograficznym. Był to system zawierający 22 litery zapisywane od prawej do lewej strony w poziomych liniach, który około 1050 roku p.n.e. stracił cechy piktograficzne i stał się pierwszym w pełni alfabetycznym pismem.

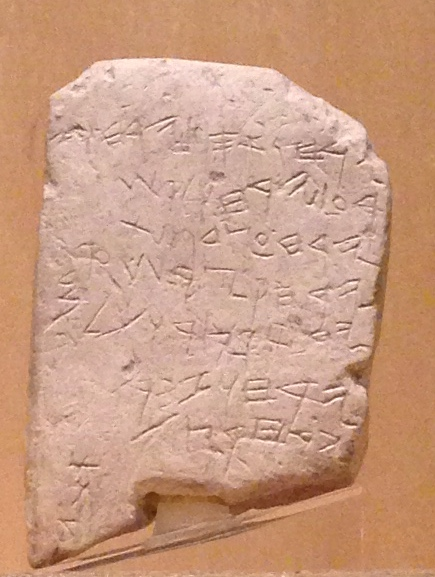
Kalendarz z Gezer uznawany za najstarszy tekst zapisany systemem fenickim w języku hebrajskim. Muzeum Archeologiczne w Stambule

Przez pierwszych kilka stuleci nowi przybysze posługiwali się pismem fenickim bez wprowadzania do niego jakichkolwiek zmian, pomimo że hebrajski i aramejski zawierały więcej samogłosek niż język fenicki. Izraelici począwszy od dziewiątego wieku p.n.e. i Aramejczycy w następnym stuleciu zaczęli wprowadzać zmiany do formy zapisu, a poszczególne systemy pisma przyjęły charakter narodowy. Wtedy też do zapisu języka hebrajskiego zaczęto stosować matres lectionis, czyli znaki spółgłoskowe alef, jod, he, waw, które w szczególnych sytuacjach wskazują samogłoskę i ułatwiają czytanie. Są one stosowane w hebrajskim do dzisiaj.
Najstarszym znanym tekstem języka hebrajskiego jest kalendarz z Gezer, zapisany pismem fenickim (nazywanym również paleohebrajskim) zachowującym podobieństwo do innych inskrypcji z Byblos z dziesiątego wieku p.n.e. Najstarszym tekstem noszącym cechy typowe dla hebrajskiego jest natomiast stela Meszy zawierająca inskrypcję w języku moabickim oraz drugi fragment mówiący o ojcu Meszy, Kmoszjacie. Zawierają one charakterystycznie wydłużone i skierowane ukośnie w lewą stronę litery mem, kaf, nun, pe, literę waw pisaną w postaci pionowej kreski zakończonej na górze półkolem oraz literę taw w postaci przypominającej ‘X’. Wskazuje to na stopniowe oddalanie się formy pisma od geometrycznych inskrypcji tworzonych rylcem w kamieniu i rozwój kursywy zapisywanej atramentem na papirusie i innych materiałach. Na podstawie późniejszych znalezisk epigraficznych J. Naveh uważa, że w przeciwieństwie do aramejskiego i fenickiego rodzajów pisma, które posiadały dwie odmienne formy – pisaną kursywę i styl z kamiennych inskrypcji, hebrajski nie rozwinął dwóch równoległych form, ale raczej jego ryte inskrypcje naśladowały dominującą, pisaną atramentem kursywę. Zjawisko to może nie być przypadkowe, jeżeli weźmiemy pod uwagę, że rytej formy pisma wymagało wznoszenie steli, a praktyka ta mogła stać w sprzeczności z zasadami religii zabraniającej czczenia kamiennych posągów.
W wiekach VIII–VI p.n.e. rośnie znacząco liczba świadectw paleograficznych, głównie w postaci ostrakonów. Ze względu na gorący i wilgotny klimat do naszych czasów zachowały się jedynie bardzo nieliczne fragmenty tekstów spisywanych na papirusie, można jednak przypuszczać, że stosowanie tego materiału było powszechne. Bardziej swobodna, niedbała kursywa powstająca poza obrębem pałacu i kręgiem elit znana z codziennych notatek, spisów, pieczęci i podpisów właścicieli umieszczanych na glinianych naczyniach zdaje się świadczyć o tym, że pisany język hebrajski stawał się w tym czasie coraz bardziej rozpowszechniony oraz że ludzie zamieszkujący ten region stanowili w dużej mierze społeczeństwo piśmienne. Być może, jak sugeruje De Vaux, stosunkowo powszechna umiejętność pisania i czytania znajduje odzwierciedlenie w nakazie znajdującym się w Torze w księdze Powtórzonego Prawa 6:9 oraz 11:20: I zapiszesz (te słowa) na odrzwiach twojego domu i na twoich bramach.

### Biblijny hebrajski
Eduard Yechezkel Kutscher proponuje podział biblijnego hebrajskiego na trzy etapy:
- archaiczny hebrajski,
- standardowy hebrajski,
- późny hebrajski.

Podział ten miałby naturalnie wynikać z historii Królestwa Judy i Izraela. W tym ujęciu okres archaiczny poprzedza istnienie państwa, zaś okres standardowy języka hebrajskiego to czas centralizacji kultu jednego Boga w Jerozolimie i stopniowej dominacji monoteizmu oraz czas politycznego, ekonomicznego oraz demograficznego wzrostu. Po tym okresie w VI w. p.n.e. miałby nastąpić upadek Królestwa i wygnanie Żydów. Okres wypędzenia zwany niewolą babilońską wyznaczać miałby również cezurę dla rozwoju języka hebrajskiego, gdyż nowym językiem wygnanych stał się wtedy aramejski, który na tysiąc lat zdominuje Bliski Wschód aż do ekspansji islamu w VII w. n.e. Wraz ze zburzeniem świątyni Salomona w Jerozolimie i wygnaniem powstać miałaby nowa teologia, miałoby dojść do reformy religijnej za czasów Jozjasza wraz z ustaleniem kanonu Tory. Spisane miałyby również zostać nowe księgi biblijne o wydźwięku mesjanistycznym.
Podobny podział stosują inni badacze, nazywając poszczególne etapy rozwoju języka hebrajskiego „okresem pierwszym i okresem drugim”, „standardowym hebrajskim biblijnym i późnym hebrajskim biblijnym”, „przedwygnaniowym i powygnaniowym”.
Takie przedstawienie historii rozwoju języka hebrajskiego zaczęło być kwestionowane dopiero na początku XXI wieku. Dokładniejszy przegląd dyskusji badaczy zawarł w pracy doktorskiej Dong-Hyuk Kim.
W swoim artykule Martin Ehrensvärd  podaje argumenty przeciwko datowaniu tekstów biblijnych wyłącznie na podstawie analizy filologicznej. Nie możemy bowiem wykluczyć, że redaktorzy Biblii nie używali archaizującego języka (celowo naśladując styl sprzed wygnania), ani że nie tylko łączyli gotowe fragmenty tekstu, ale że również ingerowali w ich treść. Źródła epigraficzne są niezmiernie skąpe i nie dostarczają długich tekstów do porównań. Wiemy z nich, że język poza-biblijny był bardzo podobny do biblijnego, choć nie identyczny, oraz że istniał w tej formie zarówno przed niewolą babilońską, jak również po III w. p.n.e.
Tradycyjnie przyjęło się, że ponieważ księgi Koheleta, Estery, Daniela, Ezdrasza, Nehemiasza oraz Kronik zawierają dużą koncentrację cech powygnaniowych, należą zatem do okresu późnego, natomiast księgi od Rodzaju do Drugiej Królewskiej, choć również zawierają te cechy, to jednak występują one w mniejszym natężeniu, zatem pochodzą one z okresu przed wygnaniem. W tym ujęciu późni autorzy mieliby nieudolnie próbować naśladować literacki styl standardowy, zdradzając jednak swoje powygnaniowe pochodzenie wyborem słownictwa, zapożyczeniami i zmianami składniowymi. Wiemy z tekstów znalezionych w Qumran, że świadomie praktykowano stylizowanie tekstów tak, by przypominały zarówno wcześniejszy styl biblijny, jak również późniejszy styl misznaicki. Nie ma zewnętrznych dowodów na to, że po niewoli babilońskiej autorzy utracili zdolność tworzenia w literackim stylu standardowym. Zarówno tzw. autor ‘P’, określany przez teorię źródeł jako należący do okresu powygnaniowego, jak również część księgi Jeremiasza, zdecydowanie posługują się wczesnym stylem. Dystrybucja cech powygnaniowych w księgach Aggeusza, Zachariasza w rozdziałach od 1 do 8, Malachiasza i Joela nie różni się od postulowanego okresu wczesnego. Księgi te nie tylko nie zawierają cech charakterystycznych dla okresu późnego, ale również zawierają cechy typowe dla okresu wczesnego, choć ze względu na treść są na pewno późniejsze (np. księga Aggeusza wspomina perskiego władcę Dariusza (ok. 550–485 p.n.e.)).
Autorzy tacy jak Martin Ehrensvärd oraz Ian Young przekonują zatem, że oba style lub rejestry języka hebrajskiego współistniały w czasie redakcji tekstów biblijnych w powygnaniowych epokach perskiej i hellenistycznej, a różnice między nimi nie pozwalają na datowanie poszczególnych partii tekstu. Seoung-Yun Shin zwraca jednak uwagę, że klasyfikowane jako późne ksiągi Aggeusza i Zachariasza nie były dotychczas przedmiotem poważnych badań i przekonuje, że to właśnie występujące w nich cechy późne, bardziej niż cechy wczesne, powinny przekonywać nas o późnym powstaniu tych tekstów.

#### Biblijny hebrajski archaiczny
Ten etap bywa nazywany „wczesną poezją”. Tradycyjnie za najstarsze fragmenty Biblii uznawano:
- Pieśń Debory (Sdz 5)
- Pieśń Mojżesza (Wj 15)

Niektórzy zaliczają do tej grupy także poematy Rdz 49 i Pwt 33. Jeszcze szersza klasyfikacja (rzadziej akceptowana) uwzględnia również Lb 23–24, Pwt 32, 1Sm 2, 2Sm 22 (= Ps 18) oraz niektóre psalmy (Ps 29; 68; 72; 78).

#### Biblijny hebrajski standardowy
Okres Pierwszej Świątyni (do 586 r. p.n.e.). W tym czasie był to język przede wszystkim administracji, nauki i literatury. Dlatego też cechuje go w tym okresie względna stabilność.
Najstarsze świadectwa pozabiblijne z tego okresu to:
- kalendarz z Gezer (ok. 950 r. p.n.e.)
- inskrypcja z tunelu Ezechiasza w Siloe (ok. 700 r. p.n.e.)
- ostrakony z Samarii (I poł. VIII w. p.n.e.)
- 2 małe srebrne zwoje zawierające błogosławieństwo z Lb 6,24-26

Teksty biblijne z tego okresu to:
- 1 Księga Królewska 1-2
- Księga Liczb 23-24
- niektóre psalmy
- proroctwa Amosa, Ozeasza, Izajasza, później Jeremiasza
- dzieło deuteronomisty[18][19]

#### Biblijny hebrajski literacki
Na przełomie II i I tysiąclecia p.n.e. zdecydowanie zmieniła się sytuacja językowa na starożytnym Bliskim Wschodzie – lingua franca stał się coraz popularniejszy język aramejski (najpierw jako język dyplomacji, a później także potoczny język ludów podbitych przez Asyrię i Babilonię). To samo dotyczy Izraela w okresie niewoli babilońskiej – gdy elity intelektualne Izraela zostały uprowadzone na wygnanie, coraz trudniej było strzec tradycji języka. Wyparty z życia codziennego hebrajski rozwijał się w tym czasie jako język literacki.

#### Biblijny hebrajski późny
To okres rozwoju języka po powrocie z niewoli babilońskiej ze znaczącym wpływem języka aramejskiego, który stopniowo przejął rolę języka codziennej komunikacji.
Przykłady tego okresu rozwoju języka to:
- Księga Koheleta
- 1 i 2 Księga Kronik
- Księga Ezdrasza
- Księga Nehemiasza
- Księga Daniela
- Księga Tobiasza
- Mądrość Syracha
- teksty z Qumran

Między IV a II wiekiem p.n.e. alfabet hebrajski przyjmuje postać pisma kwadratowego w miejsce wcześniej używanego alfabetu fenickiego.
Pozostaje kwestią otwartą i sporną, czy Jezus i jego uczniowie mówili po hebrajsku czy aramejsku. Współczesny stan badań nie daje nam pewności na ten temat.

### Hebrajski misznaicki
Po okresie tzw. niewoli babilońskiej, gdy po serii wojen Żydzi zmuszeni byli opuścić tereny Palestyny i przez kilkadziesiąt lat zamieszkiwali poza jej granicami, biblijny hebrajski stał się językiem literackim stopniowo ustępującym nowej odmianie hebrajskiego. Początkowo obie odmiany istniały równolegle. M.H. Segal podaje, że nowa odmiana języka pojawiła się w źródłach ok. 400–300 lat p.n.e. i istniała do około 400 roku n.e., gdy życie żydowskie w Palestynie zostało ostatecznie zmarginalizowane. Po stworzeniu nowego centrum judaizmu w Babilonie język hebrajski ustąpił innym lokalnym językom. M.H. Segal dowodzi, że hebrajski misznaicki rozwijał się w dużej mierze niezależnie od języka aramejskiego i że aramejski wpływ nie jest znaczący. Podobieństwa między nimi wynikają bardziej z naturalnego procesu rozwoju zachodzącego we wszystkich językach semickich. Segal twierdzi również, że wbrew wcześniejszym poglądom badaczy nie był to jedynie sztuczny język wykształconej elity, ale raczej codzienny język potoczny.
W świadectwach literackich wczesnego okresu nie istniało rozróżnienie na biblijny hebrajski i nowy kolokwialny język hebrajski. Obie odmiany były określane mianem „języka świętego” (ləszon ha-qodesz – לְשׁוֹן הַקֹּדֶשׁ) w odróżnieniu od „języka świeckiego” (ləshon ha-ḥol – לְשׁוֹן הַחוֹל) i innych języków – greckiego (jewanit – יְוָנִית), syryjskiego(?) (sursi – סוּרְסִי), aramejskiego (parsi – פַּרְסִי lub arami – אֲרָמִי), łaciny (romi – רוֹמִי), elamickiego (ˤelamit – עֵילָמִית) czy egipskiego (gifṭif – גִּיפְטִית). W odniesieniu do niehebrajskich fragmentów Biblii (w ks. Daniela, Ezry) główny język tekstu był określany jako „hebrajski” (ˤiwrit – עִבְרִית) w odróżnieniu od języka „tłumaczenia” (targum – תַּרגּוּם), czyli aramejskiego. Dopiero w późniejszym okresie rozwoju literatury rabinicznej pojawiło się rozróżnienie na „język Tory” (ləszon tora – לְשׁוֹן תּוֹרָה, po aramejsku ləszon də-orajta – לְשׁוֹן דְאוֹרַיְיתָא) oraz „język rabinów/uczonych” (ləszon ḥachamim – לְשׁוֹן חֲכָמים, po aramejsku ləszon də-rabbanan – לְשׁוֹן דְרַבָּנָן).
Współczesna nazwa „język hebrajski misznaicki” pochodzi od Miszny – głównego dzieła literackiego powstałego w tym języku, choć obejmuje on znacznie szerszy zbiór wypowiedzi tannaickich (rabinów żyjących w czasie redakcji Miszny) i amoraickich (późniejszych komentatorów żyjących w okresie redakcji Talmudu). Źródłami tannaickimi obok Miszny są: Tosefta, ʔAwot də-rabbi Natan, Masiktot Qəṭannot, Mekilta, Sifra, Sifre, Seder ˤOlam oraz Baraitot, które znajdujemy w obu redakcjach Talmudu. Uwzględnia się również aramejskie źródła amoraickie, które zawierają wypowiedzi tannaitów w języku hebrajskim w Talmudzie oraz w Midraszach aggadycznych. Drugą warstwą źródeł są cytowane w Talmudzie i midraszach wypowiedzi późniejszych rabinów – amoraitów, którzy wciąż w rozmaitych kontekstach posługiwali się hebrajskim misznaickim.
W stosunku do hebrajskiego biblijnego nowy hebrajski misznaicki znacząco różni sposobem użycia poszczególnych form, jednak zarówno składnia, morfologia i podstawowy zasób słownictwa pozostają w większości zaczerpnięte z wcześniejszej odmiany hebrajskiego. Formy rzadko spotykane w Biblii stają się dominujące, inne zaś, powszechnie występujące w języku biblijnym, wychodzą z użycia. Szczególnie ciekawe są słowa hebrajskie, które w tekście biblijnym nie występują wcale, ale są niekiedy zaświadczone w pozabiblijnych źródłach epigraficznych. Pokazują one, że hebrajski misznaicki wyłonił się z żywego języka mówionego, a nie był jedynie rekonstrukcją stworzoną na podstawie Biblii Hebrajskiej.
Niemniej jednak pojawiają się w hebrajskim misznaickim nieznane wcześniej słowa zaczerpnięte z j. aramejskiego oraz często zmianie ulega sposób użycia słów hebrajskich i ich konotacje pod wpływem języka aramejskiego. Hebrajski przyjął również wiele nazw nowych przedmiotów i obiektów z greki i łaciny. Największe zmiany dotyczą uproszczenia systemu czasów, co, jak podaje Segal, ma związek z mniej literackim a bardziej potocznym użyciem języka. Formy stają się mniej wyszukane, ale zyskują na klarowności i stają się bardziej konkretne.

### Hebrajski średniowieczny
Język tekstów rabinicznych, który istniał jedynie w formie pisanej.
W IX–X wieku uczeni hebrajscy, tzw. masoreci, żyjący w Tyberiadzie, udoskonalili system zapisu języka hebrajskiego, dodając do manuskryptów biblijnych znaki samogłoskowe-akcentowe.
W X wieku żydowski uczony Saadia ben Josef tworzy pierwszy słownik i podręcznik gramatyki języka hebrajskiego. Z czasem powstają kolejne opracowania.

### Inne języki żydowskie
Na co dzień Żydzi żyjący w diasporze posługiwali się językami krajów, w których zamieszkiwali. W przekrojowym opracowaniu pod redakcją Lily Kahn i Aarona D. Rubina  szczegółowo omówione zostały najważniejsze z tych języków. Ich klasyfikacja jako osobnych języków raczej niż jedynie wariantów czy dialektów uzasadniona jest przyjęciem wielu elementów hebrajskich, zwłaszcza słownictwa oraz niekiedy składni, osobnej linii rozwoju i własnej, długiej historii, a także, w przypadku części z nich, również zastosowaniem alfabetu hebrajskiego do ich zapisu.
Języki te stały się nośnikiem żydowskiej kultury, zarówno świeckiej, jak i religijnej. Język aramejski z Babilonu stał się językiem najważniejszego tekstu judaizmu rabinicznego – Talmudu – w swoich dwóch odmianach oraz Zoharu. W krajach muzułmańskich językiem żydowskim był judeo-arabski, w Europie na bazie dialektu niemieckiego powstał język jidysz, a wśród Żydów sefardyjskich żyjących w obrębie kultury języka hiszpańskiego – ladino – dżudezmo.
L. Kahn i D. Rubin omawiają szczegółowo żydowską odmianą języków amharskiego, berberskiego, gruzińskiego, węgierskiego, karaimskiego i krymczackiego, szwedzkiego, języka malajalam, oraz języki judeo-grecki, judeo-perski, judeo-słowiański, judeo-syriacki, judeo-turecki, judeo-włoski, i najbardziej rozpowszechnione współcześnie: judeo-angielski, judeo-francuski oraz żydowski rosyjski.

### Rewitalizacja języka hebrajskiego
Pod koniec XVIII wieku rozpoczął się proces, w wyniku którego powstała współczesna odmiana języka hebrajskiego, który od chwili powstania państwa Izrael w 1948 roku jest oficjalnie językiem urzędowym tego kraju (wcześniej był jednym z języków urzędowych na terytorium brytyjskiej Palestyny). Rola Eliezera ben Jehudy, okrzykniętego „wskrzesicielem hebrajszczyzny” (hebr. מחייה השפה העברית), niegdyś przedstawiana jako kluczowa, obecnie jest przedmiotem rewizji historyków.

## Współczesny hebrajski izraelski
Językiem hebrajskim obecnie posługuje się ok. 5,3 mln ludzi (według niektórych szacunków, uwzględniających także Arabów izraelskich oraz Izraelczyków żyjących na emigracji, liczba użytkowników języka hebrajskiego może dziś sięgać nawet 8 mln).

### Fonetyka
Fonetyka współczesnego języka hebrajskiego jest oparta na historycznej wymowie sefardyjskiej. Wymowa ta cechuje się zanikiem (pod wpływem języków indoeuropejskich) typowo semickich spółgłosek gardłowych i emfatycznych.

#### Spółgłoski
|                      | Dwu- wargowe | Dwu- wargowe | Wargowo- -zębowe | Wargowo- -zębowe | Dziąsłowe | Dziąsłowe | Za- dziąsłowe | Za- dziąsłowe | Pod- niebienne | Miękko- podniebienne | Miękko- podniebienne | Języcz- kowe | Języcz- kowe | Krta- niowe | Krta- niowe |
| -------------------- | ------------ | ------------ | ---------------- | ---------------- | --------- | --------- | ------------- | ------------- | -------------- | -------------------- | -------------------- | ------------ | ------------ | ----------- | ----------- |
| Zwarte               | p            | b            |                  |                  | t         | d         |               |               |                | k                    | g                    |              |              | ʔ           | ʔ           |
| Szczelinowe          |              |              | f                | v                | s         | z         | ʃ             |               |                |                      |                      | χ            | ʁ            | h           |             |
| Zwarto- -szczelinowe |              |              |                  |                  | ʦ         |           |               |               |                |                      |                      |              |              |             |             |
| Nosowe               | m            | m            |                  |                  | n         | n         |               |               |                |                      |                      |              |              |             |             |
| Boczne               |              |              |                  |                  | l         | l         |               |               |                |                      |                      |              |              |             |             |
| Półsamogłoski        |              |              |                  |                  |           |           |               |               | j              |                      |                      |              |              |             |             |

#### Samogłoski
We współczesnym hebrajskim izraelskim istnieje pięć podstawowych samogłosek: [a], [o], [u], [e], [i]. Mogą one być długie lub krótkie, choć w wymowie współczesnej iloczas najczęściej nie jest zachowywany. W języku hebrajskim nie ma dyftongów.
Samogłoski zazwyczaj nie są zapisywane w żaden sposób (wyjątki: matres lectionis, zapisywane spółgłoskami: he, waw, jud, alef); zrozumienie i poprawny odczyt zdania wymagają znajomości słownictwa i/lub zasad gramatycznych rządzących słowotwórstwem. W Torze tradycyjnie stosuje się masorecki system zapisu samogłosek, któremu we współczesnym hebrajskim odpowiada następująca wymowa samogłosek:
- [a] – patach (אַ), chatef patach (אֲ) lub – o ile nie jest to sylaba zamknięta nieakcentowana – kamac (אָ)
- [o] – cholem (אֹ), cholem male (אוֹ) lub – w sylabie zamkniętej nieakcentowanej – kamac (אָ); ewentualnie chatef kamac (אֳ)
- [u] – kubuc (אֻ) lub szuruk (אוּ)
- [e] – cere (אֵ), cere male (אֵי), segol (אֶ), segol male (אֶי) lub chatef segol (אֱ)
- [i] – chirik (אִ) lub chirik male (אִי)

### Gramatyka
Podobnie jak inne języki semickie hebrajski bazuje na rdzeniach trójspółgłoskowych, zwłaszcza w zakresie koniugacji.
W porównaniu z językiem arabskim hebrajski jest jednak o wiele bardziej analityczny – np. zupełnie zatracił odmianę rzeczownika przez przypadki. W składni współczesnego hebrajskiego zauważalne są wpływy słowiańskie (mówi się nawet o hebrajskim jako języku mieszanym), takie jak przesunięcie szyku zdania z VSO do SVO, choć szyk VSO jest wciąż spotykany w tekstach pisanych w rejestrze wysokim.
Rzeczowniki dzielą się ze względu na rodzaj na męskie i żeńskie oraz mogą występować w liczbie pojedynczej, mnogiej i (rzadko) podwójnej. W klasycznym hebrajskim zamiast czasów występowały jedynie aspekty (dokonany/niedokonany), we współczesnym hebrajskim wykształcił się system czasów (przeszły, teraźniejszy, przyszły), choć część językoznawców preferuje kontynuowanie podziału na aspekty. Funkcję czasownika w czasie teraźniejszym pełni imiesłów. W języku hebrajskim występują zdania imienne.
Wpływ substratu europejskiego na język hebrajski sprawił, że mniejszość językoznawców uznaje jego współczesną postać za stanowiącą genealogiczną hybrydę z językami indoeuropejskimi . Teoria ta nie spotkała się jednak z szeroką aprobatą; wśród większości badaczy panuje zgoda, że współczesną hebrajszczyznę, choć wykazuje ona wyraźne wpływy obce, można zdecydowanie klasyfikować jako język semicki.